# Garazou
Garazou (auch: Garaazu) ist der Hauptort der Landgemeinde Alakoss in Niger.

## Geographie
Garazou befindet sich rund 98 Kilometer nordöstlich der Regionalhauptstadt Zinder. Es liegt auf einer Höhe von 474 m. Zu den Siedlungen in der näheren Umgebung von Garazou zählen Daoutcha Koura im Osten, Guéza im Süden und Guirdiguiski im Westen. Garazou ist der Hauptort der Landgemeinde Alakoss, die zum Departement Gouré in der Region Zinder gehört. Der Ort besteht aus den Dörfern Garazou I im Süden und Garazou II im Norden, die etwa fünf Kilometer voneinander entfernt sind und jeweils von einem eigenen traditionellen Ortsvorsteher (chef traditionnel) geleitet werden.
Garazou ist Teil der Übergangszone zwischen Sahara und Sahel. Die durchschnittliche jährliche Niederschlagsmenge beträgt hier zwischen 200 und 300 mm.

## Geschichte

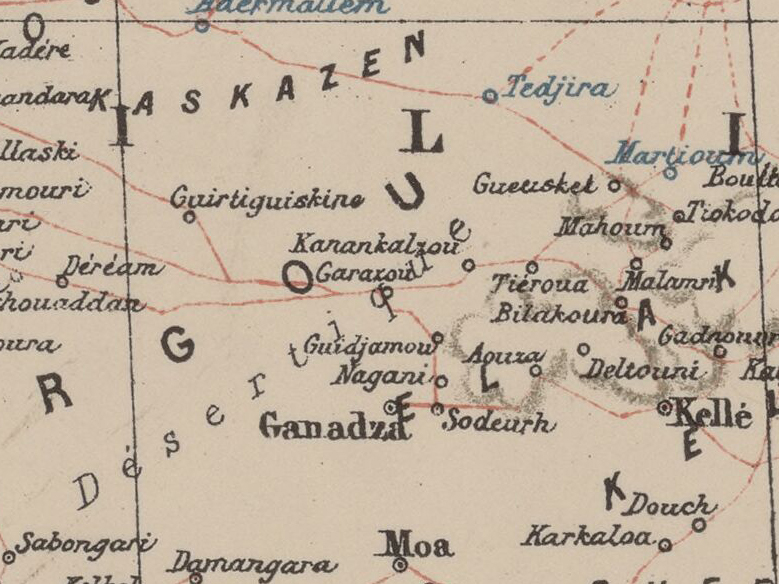
Ausschnitt einer Karte von 1903 mit Garazou im Zentrum

Garazou wurde von der Tuareg-Untergruppe Ikizkichen gegründet. Im Jahr 1898 belagerten Tuareg aus dem Damergou erfolglos die Siedlung. Die 640 Kilometer lange Piste zwischen den Orten Bilma und Djadjidouna, die durch Garazou führte, galt in den 1920er Jahren als einer der Hauptverkehrswege in der damaligen französischen Kolonie Niger.

## Bevölkerung
Bei der Volkszählung 2012 hatte Garazou 1081 Einwohner, die in 209 Haushalten lebten. Bei der Volkszählung 2001 betrug die Einwohnerzahl 812 in 160 Haushalten und bei der Volkszählung 1988 belief sich die Einwohnerzahl auf 739 in 147 Haushalten.
Die Bevölkerungsdichte in diesem Gebiet ist mit 10 bis 20 Einwohnern je Quadratkilometer relativ gering.

## Wirtschaft und Infrastruktur
Die Siedlung liegt in einem Gebiet des Übergangs zwischen der Naturweidewirtschaft des Nordens und des Ackerbaus des Süden, was zu Landnutzungskonflikten führt. Eine Getreidebank wurde in den 1980er Jahren etabliert. Es gibt mehrere Grundschulen im Ort. Das nigrische Unterrichtsministerium richtete 1996 gemeinsam mit dem Welternährungsprogramm der Vereinten Nationen zahlreiche Schulkantinen in von Ernährungsunsicherheit betroffenen Zonen ein, darunter eine für Kinder transhumanter Hirten in Garazou.